# سياسة التأشيرات في البوسنة والهرسك
سياسة التأشيرات في البوسنة والهرسك  تجب على الزائرين للبوسنة والهرسك الحصول على تأشيرة من إحدى البعثات الدبلوماسية للبوسنة والهرسك في بلادهم، أو إذا أتوا من إحدى الدول المعفاة من التأشيرة.

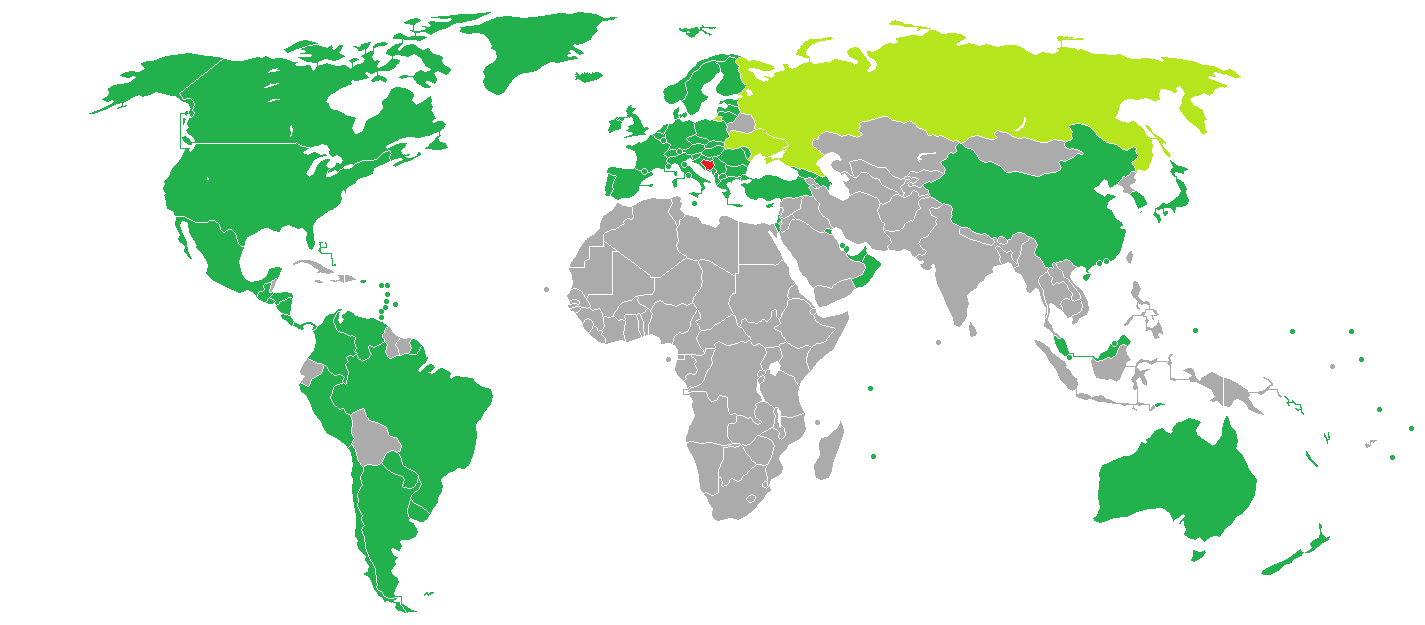
سياسة التأشيرات في البوسنة والهرسك
البوسنة والهرسك
الإعفاء من التأشيرة

## الإعفاء من التأشيرة
يمكن لمواطني 67 دولة الدخول والبقاء في البوسنة والهرسك بدون تأشيرة لمدة تصل إلي 90 يوماً:
| - الاتحاد الأوروبي - ألبانيا - أندورا - الأرجنتين - أستراليا - البرازيل - بروناي - كندا - تشيلي - الصين - كوستاريكا - السلفادور - غواتيمالا - الفاتيكان | - هندوراس - هونغ كونغ - إسرائيل - اليابان - الكويت - ماكاو - مقدونيا - ماليزيا - المكسيك - موناكو - الجبل الأسود - نيوزيلندا - نيكاراغوا - بنما | - باراغواي - قطر - روسيا - سان مارينو - صربيا - سنغافورة - كوريا الجنوبية - تايوان - تركيا - الولايات المتحدة - الأوروغواي - فنزويلا |  |

مواطني دول الأتحاد الأوروبي,الدول الموقعة علي اتفاقية شنغن,أندورا,موناكو,الجبل الأسود,سان مارينو,صربيا,الكرسي الرسولي يمكنهم دخول البوسنة والهرسك ببطاقة الهوية.

## وصلات خارجية
- Visa Information and Decision on visas